# Віялохвістка мала
Віялохвістка мала (Rhipidura rufidorsa) — вид горобцеподібних птахів родини віялохвісткових (Rhipiduridae).

## Поширення
Ендемік Нової Гвінеї. Природним середовищем існування є субтропічні або тропічні вологі низинні ліси.